# Girișu de Criș (gmina)
Girișu de Criș – gmina w Rumunii, w okręgu Bihor. Obejmuje miejscowości Girișu de Criș i Tărian. W 2011 roku liczyła 3588 mieszkańców.